# ITER
ITER (ban đầu là International Thermonuclear Experimental Reactor) là một siêu dự án nghiên cứu và phát triển công nghệ tổng hợp hạt nhân quốc tế, và là thí nghiệm vật lý plasma giam giữ từ tính lớn nhất thế giới. Nó là một lò phản ứng hợp hạch tokamak thử nghiệm được xây dựng kế bên cơ sở Cadarache tại Saint-Paul-lès-Durance, Provence, tại miền nam nước cộng hòa Pháp.
Lò phản ứng hợp hạch ITER được thiết kế để tạo plasma khoảng 500 megawatt trong khoảng hai mươi phút trong khi 50 megawatt nhiệt năng được đưa vào tokamak, cho ra lượng nhiệt plasma gấp mười lần. Cỗ máy này nhằm chứng minh việc lượng nhiệt năng tạo ra có thể lớn hơn lượng nhiệt dùng để đốt plasma, điều chưa từng được thực hiện với những lò phản ứng trước đây. Tổng công suất điện năng tiêu thụ bởi lò phản ứng này dao động từ 110 MW đến 620 MW trong khoảng thời gian 30 giây khi plasma hoạt động. Là một lò phản ứng nghiên cứu, việc chuyển đổi nhiệt thành điện không được xét đến, và ITER cũng sẽ không tạo ra đủ năng lượng để phát điện. Thay vào đó, nhiệt tỏa ra sẽ được thoát ra ngoài.
Dự án được đầu tư và giám sát bởi bảy thành viên—Liên minh châu Âu, Ấn Độ, Hàn Quốc, Nhật Bản, Nga, Trung Quốc, và Hoa Kỳ. Việc xây dựng tổ hợp tokamak ITER bắt đầu năm 2013 và chi phí xây dựng đã lên đến hơn 14 tỷ đô la Mỹ vào tháng 6 năm 2015. Tổng chi phí xây dựng và vận hành dự kiến sẽ vượt qua 20 tỷ euro. Nhìn chung, có 35 quốc gia tham gia vào dự án này, trực tiếp hoặc gián tiếp. Mục tiêu của ITER không chỉ là tạo ra lò phản ứng hợp hạch mà rộng hơn thế, bao gồm việc phát triển công nghệ, kỹ thuật, logistic và tổ chức cần thiết, hình thành những chuỗi cung ứng và văn hóa quản lý dự án ở các quốc gia, tạo tiền đề cho ngành công nghiệp hợp hạch của các nước.
Mục tiêu chính của ITER là để cho thấy tính khả thi về mặt khoa học và công nghệ của năng lượng hợp hạch cho mục đích hòa bình.
Nó là lò phản ứng lớn nhất trong số hơn 100 lò hợp hạch được xây dựng kể từ những năm 1950. Kế thừa ITER, DEMO, dự kiến sẽ là lò phản ứng hợp hạch đầu tiên tạo ra điện trong một môi trường được kiểm soát. Giai đoạn DEMO được hy vọng sẽ dẫn đến các trạm năng lượng hợp hạch phát điện trên quy mô lớn và các lò phản ứng thương mại.

## Bối cảnh

ITER sẽ tạo ra năng lượng bằng cách tổng hợp heli từ deuteri và triti.

Năng lượng hợp hạch có tiềm năng đáp ứng nhu cầu ngày càng tăng với tương đối ít tác động tới môi trường. Một gam hỗn hợp deuteri-triti trong quá trình tổng hợp hạt nhân tạo ra lượng năng lượng bằng với việc đốt 80.000 tấn dầu.
Năng lượng hợp hạch có nhiều lợi thế. Thứ nhất, nhiên liệu đồng vị hydro tương đối dồi dào – một trong những đồng vị cần hiết, deuteri, có thể được tách từ nước biển, còn chất còn lại, triti, sẽ được tạo ra từ một chăn lithi sử dụng neutron tạo ra bởi chính phản ứng hợp hạch. Hơn thế nữa, một lò phản ứng hợp hạch không thải ra CO2 hay những chất ô nhiễm khác, và chất thải phóng xạ có tuổi thọ rất ngắn so với chất thải của những lò phản ứng hạt nhân truyền thống (lò phản ứng phân hạch).
Ngày 21 tháng 11 năm 2006, bảy thành viên chính thức đồng ý việc đầu tư một lò phản ứng hợp hạch. Chương trình dự kiến sẽ kéo dài 30 năm – 10 năm thi công, và 20 năm vận hành. ITER ban đầu được cho là tốn khoảng 5 tỉ euro, nhưng giá thành vật liệu tăng và thay đổi trong thiết kế khiến chi phí tăng lên 13 tỉ euro. Lò phản ứng dự định sẽ hoàn thành năm 2019, nhưng quá trình xây dựng đã kéo dài qua đến năm 2020.
Được thiết kế với công suất 300 MW, ITER dự kiến sẽ sản sinh lượng nhiệt tương đương với 500 MW trong khoảng thời gian lên đến 1.000 giây bằng cách tổng hợp 0,5 g hỗn hợp deuteri-triti trong buồng phản ứng dung tích 840 m³. Hiệu suất này là cao hơn hẳn so với JET, tiêu thụ 700 MW điện và sinh ra tối đa 16 MW trong vòng ít hơn một giây Lượng nhiệt tỏa ra bởi ITER sẽ không được dùng cho sản xuất điện vì sau khi tính đến thất thoát và công suất đầu vào tối thiểu 300 MW, năng lượng tỏa ra không đáng kể.

## Lịch sử tổ chức

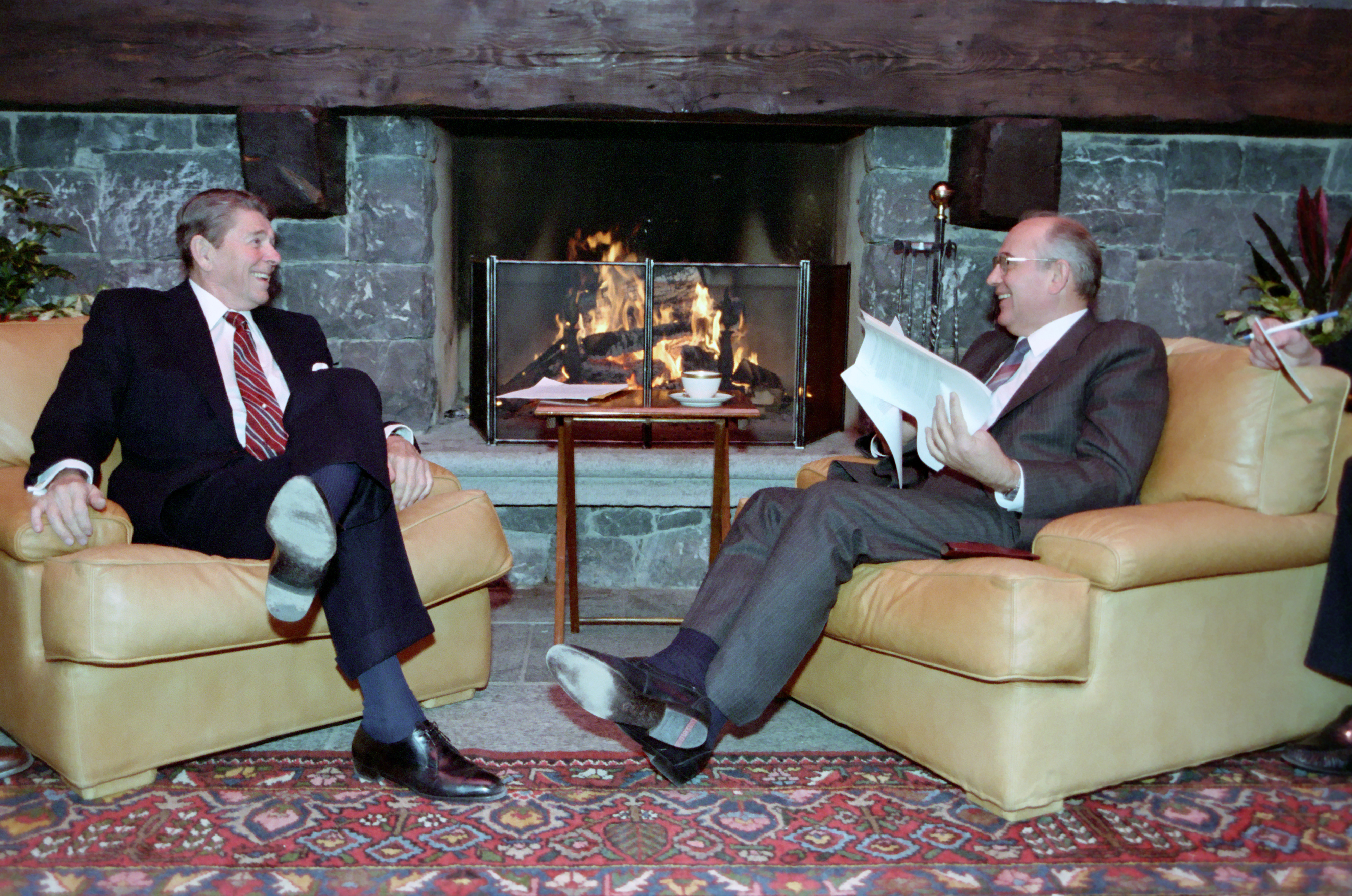
Ronald Reagan và Mikhail Gorbachev tại Hội nghị Geneva năm 1985

ITER được đề xuất từ năm 1985 bởi Reagan–Gorbachev với sự tham gia ngang hàng của Liên Xô, Cộng đồng Năng lượng nguyên tử châu Âu, Hoa Kỳ, và Nhật Bản trong suốt giai đoạn thiết kế ban đầu từ 1988 đến 1998.
Một dự án nghiên cứu năng lượng được hai nhà vật lý xem xét, Alvin Trivelpiece và Evgeny Velikhov. Dự án bao gồm sự hợp tác trong giai đoạn tiếp theo của nghiên cứu hợp hạch từ tính — xây dựng một mô hình thử nghiệm. Vào lúc đó, nghiên cứu hợp hạch từ tính đang diễn tiến tại Nhật Bản, châu Âu, Liên Xô và Hoa Kỳ. Velikhov và Trivelpiece tin rằng bước tiếp theo trong nghiên cứu hợp hạch sẽ vượt quá ngân sách của bất kỳ quốc gia nào và hợp tác sẽ có ích cho tất cả các bên.
Chính phủ Hoa Kỳ ban đầu không đồng tính với dự án, với lý do là Liên Xô sẽ dùng nó để đánh cắp công nghệ và kiến thức của Hoa Kỳ. Một lý do khác mang tính biểu tượng — nhà vật lý Andrei Sakharov đang bị giam giữ tại Liên Xô và Mỹ muốn gây sức ép lên Liên Xô về những vấn đề nhân quyền. Tuy nhiên, Hội đồng An ninh Quốc gia Hoa Kỳ tổ chức một cuộc họp dưới sự chỉ đạo của William Flynn Martin đã quyết định rằng Hoa Kỳ nên theo đuổi dự án này.
Martin và Velikhov hoàn thành thỏa thuận tại Hội nghị và thông báo trong đoạn cuối cùng, "... Hai lãnh đạo nhấn mạnh tầm quan trọng của công việc nhằm sử dụng nhiệt hạch cho mục đích hòa bình và, trong mối quan hệ này, ủng hộ sự phát triển thực tiễn của sự hợp tác quốc tế trong việc điều khiển nguồn năng lượng này, gần như là vô tận, vì lợi ích của toàn nhân loại".
Ban đầu, ITER có bốn thành viên là EU, Nhật Bản, Nga (thay thế Liên Xô), và Hoa Kỳ (rời khỏi dự án năm 1999 và quay lại năm 2003). Các nước khác tham gia dự án bao gồm Canada, Trung Quốc, Hàn Quốc, và Ấn Độ, tuy nhiên Canada rút khỏi thỏa thuận cuối năm 2003.
Ngày 28 tháng 6 năm 2005, ITER đưa thông báo chính thức về địa điểm xây dựng tại miền nam nước Pháp. Quyết định này là sự thỏa hiệp giữa Liên minh châu Âu và Nhật Bản, rằng Nhật Bản sẽ cung cấo 20% lực lượng nghiên cứu tại địa điểm đặt ITER, cũng như giữ vai trò chỉ đạo cơ quan quản lý dự án. Ngoài ra, một cơ sở nghiên cứu khác cho dự án sẽ được xây tại Nhật Bản, và Liên minh châu Âu đồng ý đóng góp 50% chi phí của cơ sở này.
Ngày 21 tháng 11 năm 2006, thỏa thuận xây dựng lò phản ứng tại Cadarache, Pháp, chính thức được kí kết. Ngày 24 tháng 10 năm 2007, Thỏa thuận ITER chính thức đi vào hiệu lực và Tổ chức ITER được hình thành.
Năm 2016, tổ chức ITER ký một thỏa thuận hợp tác kỹ thuật với cơ quan hợp hạch quốc gia của Úc, cho phép nước này tiếp cận kết quả nghiên cứu của ITER, đổi lại việc chế tạo một số bộ phận của thiết bị.
Dự án bắt đầu giai đoạn lắp ráp 5 năm vào tháng 7 năm 2020, khởi xướng bởi tổng thống Emmanuel Macron với sự hiện diện của những thành viên khác trong tổ chức ITER.